# Il Bagatto

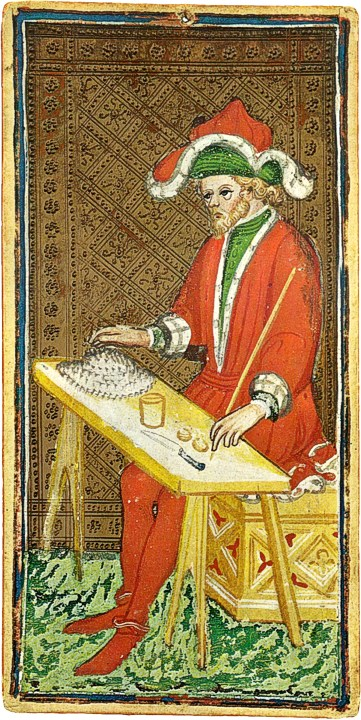
Il bagatto nel mazzo Visconti-Sforza.

Il Bagatto è la prima carta degli arcani maggiori dei tarocchi; è conosciuta anche come il Mago, il Giocoliere, l'Artigiano (in francese: Le Bateleur, Le Joueur de Gobelets; in Inglese: The Magician, The Juggler, The Pagad.
Nel gioco di carte è l'arcano maggiore di valore inferiore.
Nella cartomanzia ha il significato di abilità o inganno.

## Rappresentazione
Nei primi mazzi, il Bagatto è rappresentato come un giovane artista di strada, un prestigiatore; su un tavolo ci sono gli attrezzi del suo mestiere. In alcune raffigurazioni gli attrezzi ricordano i quattro semi degli arcani minori: una coppa, una moneta, una spada e un bastone. Nei mazzi Visconti-Sforza ha un mantello rosso su una tunica verde. Ricorda anche il ciarlatano e il prestigiatore nelle fiere e nei mercati medievali.
A partire dai tarocchi marsigliesi il prestigiatore tiene il bastone nella mano sinistra, come se fosse una bacchetta magica; il giovane artista solitamente non guarda verso lo spettatore ma in un punto distante dal suo stesso tavolo.
Sulla carta comincia a comparire il numero 1 in cifre romane (I).
L'abito è rosso e blu con alcuni particolari in giallo, particolare ripreso in molti mazzi successivi.
In seguito il Bagatto è stato raffigurato anche come un artigiano intento a svolgere la sua arte nel proprio laboratorio, per poi evolversi nel Mago delle raffigurazioni cartomantiche contemporanee.
Nei tarocchi Rider-Waite l'uomo guarda lo spettatore ma questa è una rappresentazione poco seguita in seguito; è un mago che indossa un mantello rosso su una tunica bianca e sulla testa ha il simbolo dell'infinito. È circondato da fiori e ha la bacchetta nella mano destra sollevata, mentre la mano sinistra è abbassata.

## Simbolismi
Fin dal principio il Bagatto, il prestigiatore, rappresenta l'abilità ma anche l'inganno. La direzione dello sguardo o la postura delle mani servono a sviare l'attenzione dello spettatore.
Gli attrezzi rappresentano i quattro elementi: la moneta è la terra (la stabilità), la coppa è l'acqua (la sapienza), la spada è l'aria (il coraggio) e il bastone il fuoco (la volontà). Ad essere presente è anche il simbolo dell'infinito, l'evoluzione del cappello del matto, Arcano numero Zero dei tarocchi marsigliesi, simbolo mantenuto nella carta del Mago e che assomiglia a un otto rovesciato. Per tradizione questo simbolo rappresenta l'esistenza di altre dimensioni oltre a quella visibile, e l'energia illimitata che proviene da esse. La capacità creativa del Mago deriva quindi dal suo contatto con lo Spirito, l'otto rovesciato, infatti, simboleggia la divinità dell'uomo, la capacità di pensare in tutte le direzioni. I 22 Arcani Maggiori dei Tarocchi, infatti, rappresentano le varie tappe di un'iniziazione ed è proprio questo che raffigura il Mago: dopo l'illuminazione che spinge a cercare una nuova via, ecco il principio di un percorso, in cui il personaggio è un giovane iniziato.
In alcuni mazzi il Bagatto porta una cintura costituita dal serpente che si morde la coda, detto Uroboro, anch'esso legato al simbolo dell'infinito come l'otto rovesciato.
Il numero 1 è il simbolo numerico del principio, dell'inizio e dell'unità.

## Significato
Come tutti gli Arcani, il significato della carta del Bagatto cambia a seconda di come questo compare nel gioco, se diritto o al rovescio, e a seconda della sua disposizione in base alle carte vicine; ad ogni modo la potenza della carta è di notevole intensità (sia dritta che rovesciata). Lo spettro del significato è molto ampio: nella cartomanzia il Bagatto assume i significati tra abilità e inganno, quindi a seconda del contesto può significare adattabilità, potenzialità, trasformazione, fantasia, volontà, diplomazia, manipolazione.
Il Bagatto è una carta velocissima: determina un avvenimento che si materializza in un tempo brevissimo, e anche la durata sarà limitata. L'avvenimento in questione, proprio come una scintilla, serve semplicemente come impulso iniziale di una catena di eventi, sia al positivo che al negativo.

### Carta dritta
L'elemento fuoco, presente nella simbologia della carta del Bagatto è emblematico di un'energia iniziatica, creatrice e primordiale. Segno di intelligenza e creatività, che proprio come il fuoco si sviluppa in modo rapido e spesso inaspettato, a partire da una piccola scintilla. La carta dritta, nel pieno della sua positività, annuncia l'inizio di un'impresa, un'opportunità da non sottovalutare ma anzi da cogliere; il consultante è alla prima tappa di un percorso di conoscenza, che lo porterà a un futuro luminoso e alla comprensione delle energie universali. Quando l'Arcano è in aspetto positivo suggerisce al consultante che ha le capacità di ottenere ciò che desidera.
Può rappresentare anche la presenza vicina di una persona abile o il momento propizio per iniziare ad operare verso il proprio obiettivo. È in genere carta sempre favorevole e positiva, che indica fecondità in ogni senso.
Il Bagatto è potenzialità, un inizio possibile, i presupposti per un nuovo percorso, ma proprio per questo dipende strettamente dalle carte vicine, se negative è segno che il consultante ha tutte le potenzialità ma per un qualsivoglia motivo tende a sprecare il suo talento e continuerà a farlo. Se positive, è una carta che ci parla di genialità, intuito, acume mentale e brillantezza.
In amore l'Arcano segnala comunque un inizio, una nuova conoscenza, che con il tempo può dimostrarsi importante o comunque sconvolgere l'esistenza del consultante. Un colpo di fulmine destinato a diventare una storia d'amore, o comunque un incontro fondamentale per il futuro. Il consultante, in presenza di questo Arcano, ha un forte potere magnetico e di attrazione, motivo per cui questa carta può anche indicare un periodo florido di conquiste sentimentali e grande abilità nelle pubbliche relazioni.
Sul piano lavorativo il Bagatto vuol dire idee geniali che si palesano nel momento giusto, intuizioni da seguire perché il momento è propizio, e ciò che si intraprende è destinato ad essere il principio di un percorso sano e costruttivo. Opportunità di cambiamento e di guadagno, e ottime capacità del consultante di essere organizzato ed efficiente.
Quando il Bagatto simboleggia una persona fa spesso riferimento a un giovane (sotto i 35 anni) dotato di spirito di iniziativa, affidabilità e dinamismo.

### Carta rovesciata
Quando è in aspetto negativo può indicare inganno, seduzione, eccesso di fiducia. È l'uomo che non è riuscito a dominare la natura. Il Bagatto al contrario si presta a più letture, spesso contrapposte tra loro: l'energia iniziatica dell'Arcano dritto può divenire infatti un blocco di tutte le possibilità, oppure l'eccesso di energia che invece di creare distrugge. Nel primo caso si sperimenta dunque la passività, l'incapacità di agire e la frustrazione che ne deriva, l'inconcludenza e l'inaffidabilità dei progetti e di chi li crea; nel secondo caso invece l'eccesso di energia diventa violenza e disinteresse per il prossimo, quindi inganno e insidie; persone e situazioni da cui diffidare, o se possibile da evitare completamente.
In amore il Bagatto al contrario porta tradimento e rotture, un personaggio vile che attraverso la seduzione può fare del male al consultante. Segnala tensioni, mancanza di attrazione e interesse, vampiri energetici e rapporti opportunistici.
Sul piano lavorativo l'inizio diventa una rottura: può esserci un licenziamento o il fallimento di un progetto, o ancora situazioni illusorie che causano solamente perdita di tempo e denaro. Può segnalare anche truffe, inganni e false promesse ai danni del consultante.
Quando simboleggia una persona, il Mago è un individuo intrigante ma ingannevole, un arrivista bugiardo ed egoista. Talvolta, al contrario, il Bagatto è un individuo debole, senza autostima né coraggio, e per questo nocivo.

## Corrispondenze
Nella cabala è legata alla lettera alef dell'alfabeto ebraico; nell'albero della vita rappresenta il dodicesimo sentiero, dall'intelligenza alla corona.
Nell'alchimia rappresenta l'alchimista. Per altri, l'estrazione.
Nell'astrologia rappresenta Mercurio oppure il Sole in Leone.
Ne I Ching, affinità con il segno I, Il Creativo.
In magia, è la preparazione, fisica e mentale, necessaria per operare bene.